# 치키토스의 예수회 선교단 시설
치키토스의 예수회 선교단 시설은 볼리비아 동쪽의 산타크루스 주에 위치한 예수회 선교단 시설이다. 유럽 문화와 인디언 문화가 혼합되어 있는 것으로 유명하며 1990년에 유네스코 세계 문화 유산으로 지정되었다. 이 곳은 17~18세기에 기독교를 인디오 원주민들에게 전파시키기 위해 만들어진 6개의 예수회 선교단 개척지 시설으로 구성되어 있다.

## 유래
17세기 말, 남미의 스페인과 포르투갈의 영토에 접한 내륙 지방은 거의 탐사가 이루어지지 않았었다. 스페인 왕조에 의해 파견된 선교사들은 이 내륙 지방을 탐험하여 치키토스 지방에 70년 이상 전부터 사람이 거주하고 있던 11개의 마을을 발견했으며, 인디언 방식에 유럽의 요소를 섞어 새로운 스타일의 교회를 마을에 지었다. 이 지역에서의 분명한 특징은 개종 시에 음악을 이용해서 원주민들이 이 방식으로 높은 수준의 음악적 지식을 얻었다는 것이다. 이러한 문화적 성과 이외에도, 선교 활동은 자기만족을 가능케 했으며, 경제를 번영시키고 스페인 왕조로 부터의 간섭을 받지 않는 자유를 즐길 수 있게 했다.

18세기 중반 예수 사회 억압 운동이 유럽과 아메리카 대륙에 퍼져서, 대부분의 예수회 선교단 시설들은 버려져서 폐허가 되었다. 치키토스 예수회 선교단 시설은 이 와중에 거의 손상되지 않고 지금까지 남아있기 때문에 그 가치가 크다. 이 선교단 시설은 볼리비아에 유일하게 남아있는 선교단 시설이며, 거의 비슷하나 보존 상태가 약간 더 좋지 않은 다른 시설들이 아르헨티나, 브라질, 파라과이에 남아있다. 1950년대 이후 선교단 시설들을 복원하려는 작업들이 대규모로 시작되었으며, 치키토스 선교단 시설은 관광 명소로 재탄생했으며, 2년마다 펼쳐지는 국제 음악 페스티벌과 선교단 시설 내의 다른 문화 활동이 펼쳐지기 시작하면서 이 곳을 찾는 사람들이 폭발적으로 늘고 있다.

## 위치

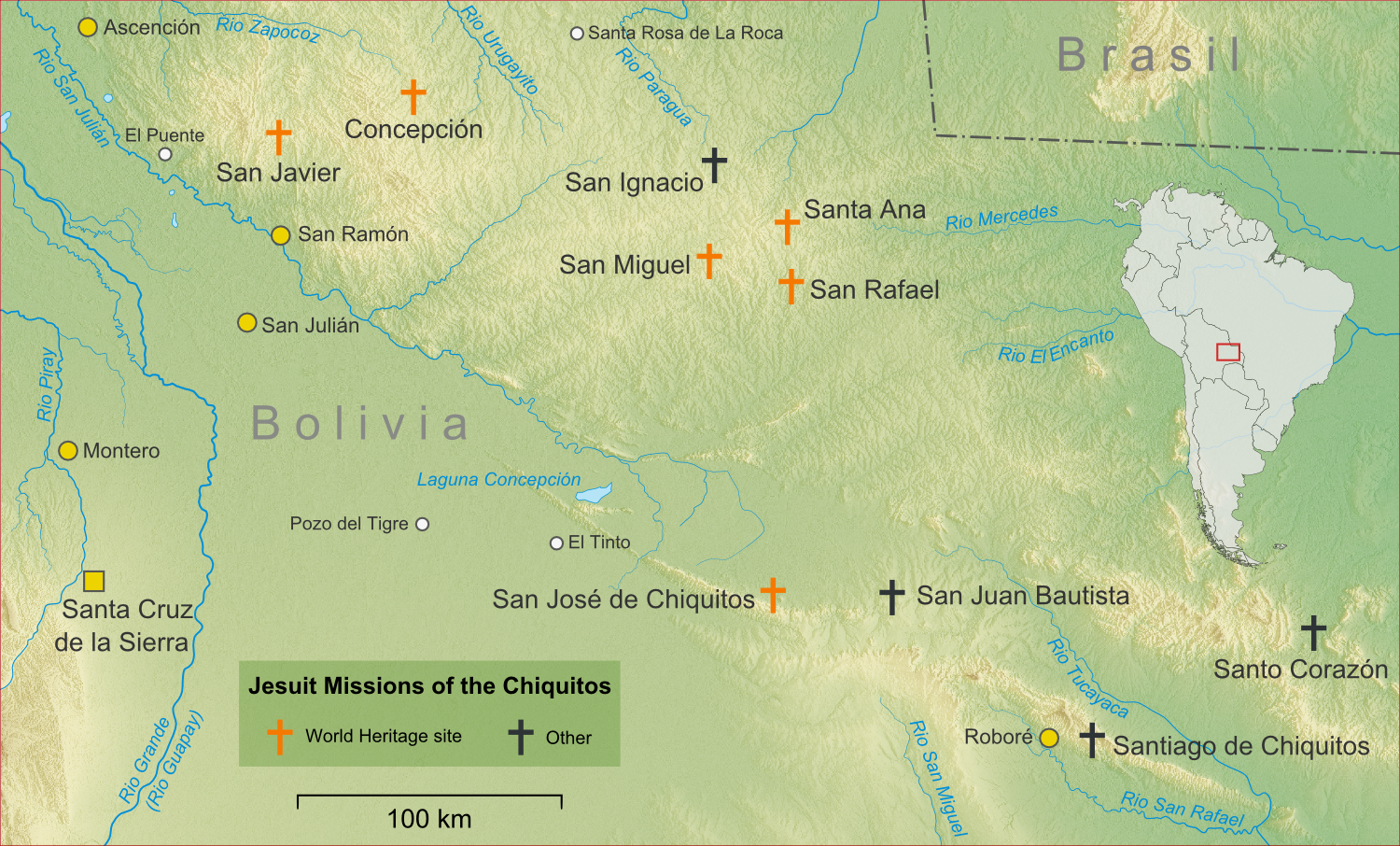
치키토스 지역의 주요 마을과 예수회 선교단 시설을 보여주는 지형도

6개의 선교단 시설 유산은 덥고 건조한 저지대 지방인 볼리비아 동쪽 산타크루스 주, 파라과이강과 리오그란데 강 사이의 산타크루스데라시에라 (스페인어:Santa Cruz de la Sierra) 지방의 북동쪽에 있다.
가장 서쪽의 산훌리안 강과 우루가이토 강 사이의 뉴플로 데 차베스(스페인어:Ñuflo de Chávez)지방에는 산 하비에르(스페인어:San Javier), 콘셉시온(스페인어:Concepción)이 있고, 산타 아나 데 벨라스코(스페인어:Santa Ana de Velasco)와 산 라파엘 데 벨라스코(스페인어:San Rafael de Velasco)가 브라질 국경에 가까운 동쪽의 호세미겔데벨라스코(스페인어:José Miguel de Velasco) 지방에 있다. 산 호세 데 치키토스(스페인어:San José de Chiquitos)는 산라파엘 지방으로부터 약 200km 거리에 있는 치키토스 지방에 있다.
산 호세 데 로스 치키토스 지방 동쪽의 로보레 마을에 있는 다른 세개의 선교단 시설인 산 후안 바우티스타(스페인어:San Juan Bautista), 산토 코라손(스페인어:Santo Corazón), 산티아고 데 치키토스(스페인어:Santiago de Chiquitos)는 유네스코가 아직 세계 문화 유산으로 지정하지 않았다. 호세 미겔 데 벨라스코 지방의 수도인 산 이그나시오 데 벨라스코(스페인어:San Ignacio de Velasco)도 다른 선교단 시설이지만 세계 문화 유산으로 지정되지 않았다.

## 이름
16세기의 스페인 정복자 뉴플로데차베스(스페인어:Ñuflo de Chaves)와 산타크루스의 설립자 '라 비에하(스페인어:la Vieja)'가 작은 것들(영어:little ones)이란 뜻을 가진 치키토스라는 이름을 지었는데, 원주민들이 살았던 짚으로 만든 헛간의 작은 문에서 유래했다. 문을 작게 만들어야 했던 이유는 모기들과 파리들이 들어오지 못하게 막고, 추운 남풍을 막는 데 도움을 주며, 적으로부터 보호하는 데에도 용이하다. 치키토스는 '치키타노'라 불리는 거주민 민족을 나타내면서 40개가 넘는 민족이 뭉쳐있는 공동체 '치키타니아'를 상징하는 용어로도 쓰이고 있다. 현재 산타크루스 주의 구역은 예전의 '선교단 시설이 있는 지방'을 반영하고 있지 않다. 사실 치키타니아 사람들은 5개의 지방에 걸쳐 살았다; 앙헬 산도바, 헤르만 부쉬, 호세 미겔 데 벨라스코, 뉴플로 데 차베스, 치키토스 지방이다.

## 역사
16세기에, 가톨릭 선교사들이 아메리카 대륙의 식민지 지방에 살고 있던 원주민들의 마을로 가서 기독교 정신을 전파했다. 이러한 선교단 중 하나는 프란시스칸들의 일부였고 치키타니아의 예수의 사회라 불리었다. 선교단들은 원주민들의 복음화 작전을 세우고 실행했다. 식민지 시대의 사상이 만연했기 때문에, 원주민들은 소수 민족으로 간주되어 죄악을 지닌 아이들처럼 인도되어 죄악으로부터 보호를 받아야 된다고 여겨졌다. 비록 다른 곳의 종교 정복은 유럽 문화의 개념과 가치들을 안수시키기 위한 수단이었지만, 예수회 선교단은 식민지 지배 이전의 문화 활동을 할 수 있게 허용되었다는 데에서 차이점이 있었다.

## 같이 보기
- 코르도바의 예수회 수사 유적